# Oh My God (canção de Kaiser Chiefs)
"Oh My God" é uma canção da banda britânica de indie rock Kaiser Chiefs. Escrita pelo vocalista Ricky Wilson, é a sexta faixa do álbum de estréia do grupo, Employment. Foi lançada como o primeiro single, tendo "Born to Be a Dancer" como lado-B.

## Faixas

### Primeiro lançamento
1. "Oh My God"
2. "Born to Be a Dancer"
3. "Caroline, Yes"

### Re-lançamento
- 7" (edição limitada de vinil):

1. "Oh My God"
2. "Brightest Star"

- CD single:

1. "Oh My God"
2. "Think About You (And I Like It)"

- CD (México):

1. "Oh My God"
2. "Hard Times Send Me"
3. "Born To Be A Dancer" (Demo)
4. "Oh My God" (video)